# Tumba de Jasón
El Tumba de Jasón (en hebreo: קבר יאסון) es un sepulcro excavado en la roca que data del período macabeo descubierto en el barrio de Rehavia, en Jerusalén, Israel. Se ha identificado como el lugar de entierro de Jasón, posiblemente, un comandante naval, basado en el dibujo al carbón de dos buques de guerra descubiertos en la cueva. 
Una inscripción dice que Jasón navegó a la costa de Egipto. Dentro de la cueva hay ocho nichos funerarios. Para hacer espacio para entierros adicionales los huesos fueron retirados posteriormente al espacio sepulcral en el frente. 
El edificio consta de un patio y una sola columna dórica que decora la entrada de la cámara funeraria, cubierta con un techo en forma de pirámide.